# أندرويد هني كومب
أندرويد هني كومب (بالإنجليزية: Android Honeycomb)‏ هو نسخة متوقفه من نظام تشغيل (منصة) الهواتف المحمولة أندرويد التي تم تصميمها للأجهزة ذات الشاشات الكبيرة ولا سيما التابلت أو الحاسب اللوحي إلى جانب إضافة ميزات جديدة، في المنصة الجديدة هني كومب عرض جديد يسمى «المجسم» (Holography)، تم تطوير هذه النسخة بواسطة جوجل سنة 2011 .